# Krokgöl (Nottebäcks socken, Småland)
Krokgöl är en sjö i Uppvidinge kommun i Småland och ingår i Alsteråns huvudavrinningsområde. Sjön har en area på 0,113 kvadratkilometer och ligger 274,1 meter över havet.

## Delavrinningsområde
Krokgöl ingår i det delavrinningsområde (633281-147409) som SMHI kallar för Utloppet av Hultbren. Medelhöjden är 265 meter över havet och ytan är 39,98 kvadratkilometer. Det finns inga avrinningsområden uppströms utan avrinningsområdet är högsta punkten. Badebodaån som avvattnar avrinningsområdet har biflödesordning 3, vilket innebär att vattnet flödar genom totalt 3 vattendrag innan det når havet efter 112 kilometer. Avrinningsområdet består mestadels av skog (76 procent). Avrinningsområdet har 2,59 kvadratkilometer vattenytor vilket ger det en sjöprocent på 6,5 procent.